# Bibliografska baza podataka
Bibliografska baza podataka je baza podataka u kojoj su zapisani bibliografski zapisi. Takve baze uglavnom se odnose na nabrajačku (enumerativnu) bibliografiju. Razlikujemo dva tipa bibliografskih baza podataka – prve su isključivo enumerativne i odnose se na sistematske popise građe dostupne nekoj službi ili ustanovi, a druge su zbirke zapisa o aktualnim ili arhivskim publikacijama ili člancima.
Prvi tip sastoji se od raznih sistema, od kojih je, možda najbitnije, spomenuti OPAC sisteme (Online Public Access Catalog) prisutne u bibliotekama. OPAC sistemi sistematski popisuju građu dostupnu unutar biblioteke, zajedno sa signutarama, te se sastoje od bibliografske baze i sofisticiranog sistema pretraživanja navedene baze, skladno bibliografskim standardima.
Drugi tip sadrži bibliografski opis obuhvaćenih dokumenata, različit za različite tipove dokumenata, abstrakt rada, te indeksne pojmove u obliku slobodnih ključnih reči i/ili deskriptora. Po tematici baza podataka može obuhvaćati naučnu ili poslovnu literaturu kao i obične vesti. Takve baze prvenstveno služe za pretraživanje i pronalaženje relevantnih referenci, da bi na tom tragu mogli doći i do originalnih dokumenata referiranih u bazi podataka.

## Upotreba bibliografskih baza podataka

### Bibliotekarski katalozi
Opac (online public access catalogue) je bibliografska baza podataka koja na sistematski način organizuje informacije o građi koja je dostupna u biblioteci (pa tako i korisnicima).
OCLC predstavlja organizaciju čija je funkcija ujedinjenje bibliotečne građe biblioteka na globalnom nivou. To se postiže kroz posuđivanje bibliotečne građe među bibliotekama članicama. Dostupnost građe u OCLC organizaciji proverava se jednom od najvećih bibliografskih baza na svetu: Worldcat.

### Knjižne baze opšeg interesa
Baze koje sadrže informacije o knjigama van akademskog i naučno sveta, o svakodnevnim člancima i publikacijama, a dostupne su svima i nisu formalizirane. Najbolji primer takve baze je Internet book database.

### Knjižne baze za socijalno umrežavanje
Takve baze su relativni novitet, a namena im je interakcija korisnika putem vlastitih bibliografskih kataloga (nestandardiziranih), te komentiranje međusobnih kataloga (odnosno bibliografskih jedinica unutar njih) te na kraju socijalno umrežavanje.

### Trgovačke bibliografske baze podataka
Najpoznatija baza ovog tipa je Amazon.com. Takve baze popisuju svoju knjižnu građu u bibliografskom formatu te je pružaju korisniku na pregled u svrhu online prodaje sadržaja.

### Baze časopisa i publikacija: komercijalne i otvoreni pristup
Ove baze podataka su delomično enumerativnog i delomično analitičkog karaktera. To su baze koje uz popise publikacija objavljuju i apstrakte, podatke o citiranosti, a ponekad i veze na celovite tekstove članaka. Najčešće su komercijalne, pri čemu najkomercijalnije baze imaju i najveću posećenost, zbog najboljeg analitičkog karaktera. Primeri takvih baza su Scopus, ISI Thomson Web of Knowledge, ScienceDirect i slične zbirke publikacija. Ove zbirke pristup svojem bibliografskom sadržaju pružaju putem mesečnih ili godišnjih pretplata.
Bibliografske baze podatka otvorenog pristupa su besplatne, a verojatno najpoznatija je Directory of open access journals (DOAJ)

## Kompilacije bibliografskih baza podataka
Neke bibliografske baze su kompilacije više bibliografskih baza. Takve baze uglavnom redovno skupljaju podatke iz dostupnih im bibliografskih baza, te konstruišu unifikovane bibliografske popise. Najčešće bibliografska jedinica u ovakvim bazama sadrži standardne informacije o navedenoj publikaciji, uz dodatak matične baze iz koje je bibliografska jedinica preuzeta. Jedan primer takve baze je isbndb.com.

## Standardi unutar bibliografskih baza podataka
Bibliografske baze podataka su konstruisane po MARC (MAchine-Readable Cataloging) standardu. Različite baze koriste različite MARC standarde. MARC standard sastoji se od informacije o strukturi zapisa, nameni sadržaja i samom podatkovnom sadržaju zapisa. Struktura zapisa uglavnom je definisana nacionalnim ili internacionalnim standardima (ISO2709).

## Bibliometrija i bibliografske baze podataka
Bibliometrija je metoda kojom se kvantitativno proučavaju skupovi bibliografskih zapisa ljudskog stvaralaštva (izvorno štampanog na papiru, a odnedavno i kompjuterski zapisanog), tj. najvećeg dela ("trajno") zabeleženog znanja. Bibliografske baze podataka su izuzetno korisne za obavljanje bibliometrijskih postupaka. Pošto se baze podataka nalaze na računarima, podacima je veoma lako baratati, te je moguće izvesti niz radnji statističke i kvantitativne analize na njima. Zbog toga se neretko bibliografske baze podataka određenih ustanova kombinuju s bibliometrijskim programima u zajedničke sisteme.

## Spoljašnje veze
- Worldcat